# Серапионовы братья (Гофман)
«Серапионовы братья» (Die Serapionsbrüder) — четырёхтомный сборник рассказов Э. Т. А. Гофмана, издававшийся в Берлине с 1819 по 1821 годы. Самый крупный по объёму памятник немецкой новеллистики эпохи романтизма.

## Обрамление
В 1816 г. берлинский издатель Ример закончил публикацию полного собрания рассказов Людвига Тика (одного из кумиров Гофмана) под названием Phantasus. Трёхтомный сборник старых и новых историй получил изощрённое металитературное обрамление в виде беседы друзей, которые обсуждают достоинства и недостатки отдельных рассказов, а также теорию короткой прозы в целом. Сборник пользовался успехом у читающей публики.
В феврале 1818 г. Гофман вступил в переговоры с Римером о своей новой книге и предложил ему самому решить, нужно ли новому сборнику модное обрамление в манере «Фантазуса». Ример ответил на вопрос утвердительно. Опираясь на древнюю традицию «Декамерона», Гофман оформил сборник как заседания литературного общества Серапионовых братьев. Члены клуба — Теодор, Киприан, Отмар, Лотар, Сильвестр и Винцент — рассказывают друг другу истории, руководствуясь следующим принципом:

Тщетны будут усилия поэта заставить нас поверить в то, во что он сам не верит, не может поверить, ибо не увидел этого. Так пусть каждый, прежде чем отважится произнести вслух то, что намерен возвестить другим, как следует проверит, действительно ли он видел это. Пусть каждый всерьёз стремится по-настоящему схватить картину, возникшую в его душе, схватить со всеми её фигурами, красками, светом и тенью, а потом уже, когда эта картина воспламенит его, перенести её воплощение во внешнюю жизнь. <…> Теодор, Отмар и Киприан дали слово следовать по мере сил принципу Серапиона, который <…> значил лишь одно: не мучить друг друга ремесленными поделками.
Достоинство «шкатулочной» техники было в том, что она позволяла собрать под одной обложкой новые рассказы и те, которые давно увидели свет, но были недостаточно одобрительно встречены критикой, чтобы быть перепечатанными в стандартном сборнике. Гофману достаточно было сопроводить не совсем удачный рассказ неодобрительными оценками «братьев», чтобы выбить оружие из рук потенциального критика. Свободное построение книги позволило представить в ней все жанры новеллистики того времени.

## Литературное общество
После окончания многолетних изнурительных войн в Германии расцвёл романтический культ дружбы и появились многочисленные дружеские литературные общества. Прообразом Серапионова братства в книге Гофмана послужил реальный литературный кружок, известный в Берлине 1815 года под названием Ордена серафимов. Помимо Гофмана, в кружок входили другие корифеи новеллистики — Фуке и Шамиссо.
«Орден серафимов» был возобновлён 14 ноября 1818 года после возвращения Шамиссо из кругосветного путешествия на борту «Рюрика». Жена Гофмана, заглянув в церковный календарь, обнаружила, что это день святого Серапиона, в связи с чем кружок был наречён Серапионовым братством. До этого Гофман хотел назвать свой сборник «Серафимовы братья».
Считается установленным, что прообразом Винцента в сборнике послужил известный магнетизёр Д. Ф. Кореф, прообразом Сильвестра — Саличе-Контесса, прообразом Теодора — сам Гофман. Отмар, Лотар и Киприан менее индивидуализированы и также транслируют авторскую позицию. По некоторым предположениям, прототипом Отмара стал Гитциг (первый биограф Гофмана), Лотара — Фуке, а Киприана — Шамиссо.

## Состав
- Первый том (1819)
  - Первый раздел
    - «Отшельник Серапион»[3] (нем. Der Einsiedler Serapion) — рассказывает Киприан
    - «Советник Креспель» (нем. Rat Krespel) — Теодор
    - «Фермата» (нем. Die Fermate) — Теодор

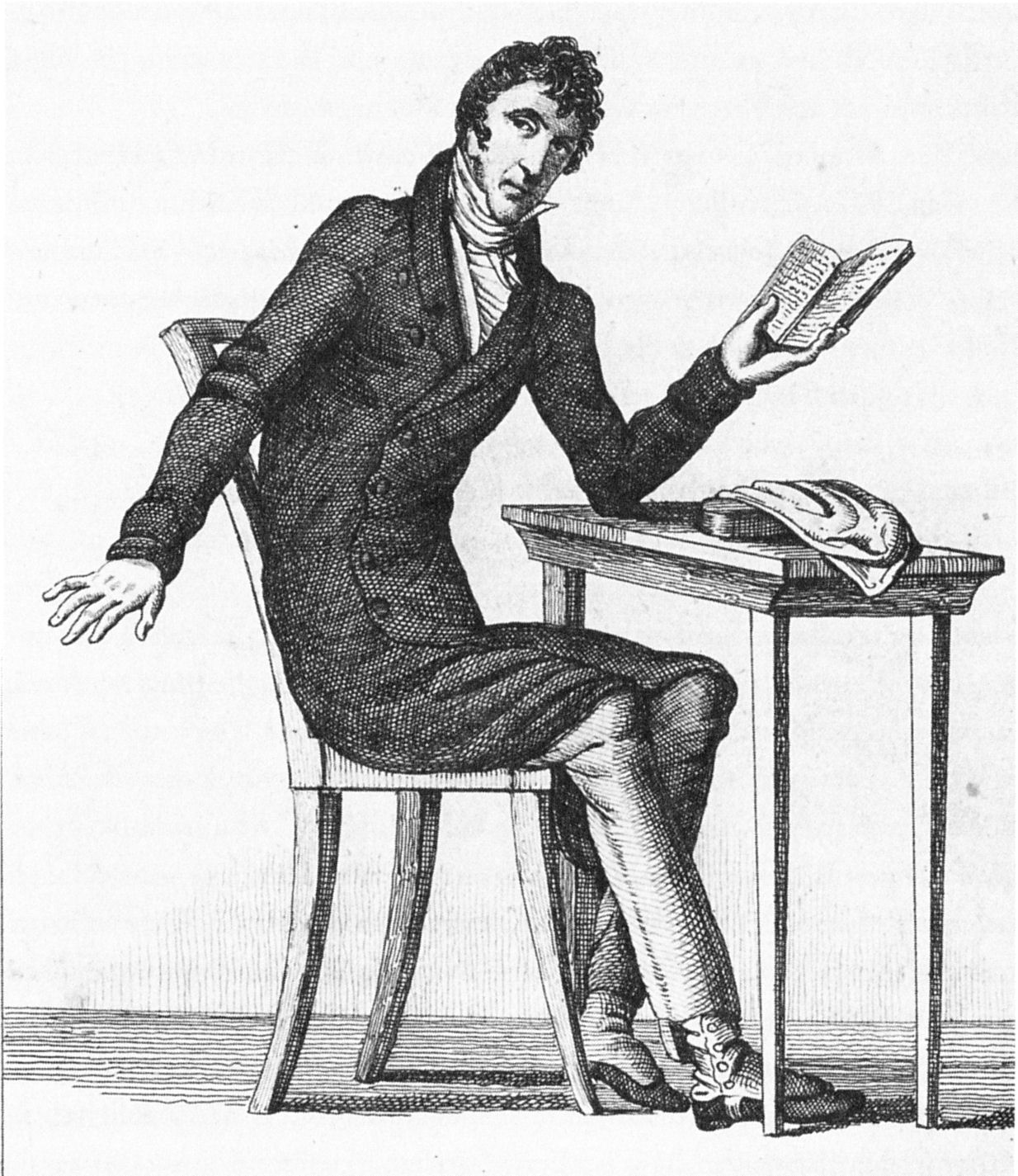
Захариас Вернер на рисунке Гофмана

    - «Поэт и композитор» (нем. Der Dichter und der Komponist) — Теодор

  - Второй раздел
    - «Эпизод из жизни трех друзей» (нем. Ein Fragment aus dem Leben dreier Freunde) — Отмар
    - «Артурова зала» (нем. Der Artushof) — Киприан
    - «Фалунские рудники» (нем. Die Bergwerke zu Falun) — Теодор
    - «Щелкунчик и Мышиный король» (нем. Nußknacker und Mausekönig) — Лотар
- Второй том (1819)
  - Третий раздел
    - «Состязание певцов» (нем. Der Kampf der Sänger) — Киприан
    - «История с привидением» (нем. Eine Spukgeschichte) — Киприан
    - «Автоматы» (нем. Die Automate) — Теодор
    - «Дож и догаресса» (нем. Doge und Dogaresse) — Отмар

  - Четвёртый раздел
    - «Старая и новая духовная музыка» (нем. Alte und neue Kirchenmusik) — Теодор и Киприан
    - «Майстер Мартин-бочар и его подмастерья» (нем. Meister Martin der Küfner und seine Gesellen) — Сильвестр
    - «Неизвестное дитя» (нем. Das fremde Kind) — Лотар
- Третий том (1820)
  - Пятый раздел
    - «Сведения из жизни известного лица» (нем. Nachricht aus dem Leben eines bekannten Mannes) — Лотар
    - «Выбор невесты» (нем. Die Brautwahl) — Лотар
    - «Зловещий гость» (нем. Der unheimliche Gast) — Отмар

  - Шестой раздел
    - «Мадемуазель де Скюдери» (нем. Das Fräulein von Scudéry) — Сильвестр
    - «Счастье игрока» (нем. Spielerglück) — Теодор
    - «Барон фон Б.» (нем. Der Baron von B.) — Киприан
- Четвёртый том (1821)
  - Седьмой раздел
    - «Синьор Формика» (нем. Signor Formica) — Отмар
    - «Захариас Вернер» (нем. Zacharias Werner)
    - «Видения» (нем. Erscheinungen) — Киприан

  - Восьмой раздел
    - «Взаимозависимость событий» (нем. Der Zusammenhang der Dinge) — Сильвестр
    - «Вампиризм» (нем. Vampirismus) — Киприан
    - «Эстетическое чаепитие» (нем. Die ästhetische Teegesellschaft) — Отмар
    - «Королевская невеста» (нем. Die Königsbraut) — Винцент

## Отшельник Серапион
Эстетическая программа сборника выражена в первом рассказе, не имеющем (как и многие другие) в оригинале названия. В нём рассказывается о немецком аристократе, который, поселившись в лесу под Бамбергом, вообразил себя святым отшельником Серапионом, а свою хижину — Фиваидой. Шпили далёкого города он принимает за храмы Александрии и всё перетолковывает на свой лад. Все попытки вернуть его к реальности новоявленный Серапион парирует рассуждениями о первенстве сознания над материей и о субъективности таких понятий, как время и пространство.
История пустынника Серапиона служит аллегорией сочинителя как провидца, у которого есть привилегированный доступ в мир мечты, духов и сновидений. Иными словами, художник или рассказчик служит посредником между миром действительности и миром фантазии. Он не столько придумывает свои рассказы, сколько переводит в конкретные сюжеты посещающие его видения альтернативной реальности.

## Тематика
Беспрецедентное количество рассказов и их жанровая разноплановость потребовали расширения географии художественного мира Гофмана, которая до этого ограничивалась Германией и Италией. Теперь он ведёт своего читателя в Париж времён Людовика XIV, под закопченные своды гданьской ратуши, в скандинавские рудники Фалуна, в итальянские площадные театры XVII века, в Венецию средневековых дожей. Кропотливое изучение путеводителей позволяет автору описывать места, где он никогда не был. Часть сюжетов Гофман черпает в исторических хрониках; другие развёртывает вокруг картин современных художников, которые «воспламенили» его на выставках.
Одной из причин такого углубления в былые эпохи послужила популярность исторической прозы Вальтера Скотта, которая как раз в это время достигла Германии. В некоторых повестях (как, например, «Дож и догаресса») Гофман пытается воспроизвести стиль модного шотландского писателя, обстоятельно описывая место действия, костюмы и обряды минувших лет. Члены Серапионова братства прямо обсуждают новаторство Скотта и его соотечественника Байрона. Вместе с тем у Гофмана «преданья старины глубокой» так или иначе иллюстрируют темы, волнующие его современников. Благодаря такому подходу Гофману удалось превратить сборник в «подлинную энциклопедию современных ему психологических учений».

## Влияние
Фабульное и жанровое богатство «Серапионовых братьев» сделали итоговый сборник Гофмана кладезем сюжетов и идей для других авторов. «Состязание певцов» послужило для Вагнера источником либретто «Тангейзера», отдельные сцены «Советника Креспеля» были использованы в «Сказках Гофмана», по «Щелкунчику» Чайковский написал один из самых знаменитых балетов, а Бузони взял за основу своей первой оперы повесть «Выбор невесты».
Сто лет спустя молодые последователи Замятина и Шкловского, недовольные фабульной бедностью классической русской литературы, решили учиться мастерству сюжетосложения у Гофмана и позаимствовали у него название для своего кружка — Серапионовы братья.